# Titania (ballet)
Titania (en ruso: Тита́ния) es un ballet en un acto del maestro de ballet Marius Petipa con la música de Cesare Pugni, presentado por primera vez por el Ballet Mariinski, para representantes de la corte imperial y la alta sociedad en el Palacio Mikhailovsky de la Gran Duquesa Elena Pavlovna el 30 de noviembre de 1866, como parte de las festividades con motivo de la boda del zarevich Alejandro y la princesa danesa Dagmara.
La fuente de la trama fue la comedia El sueño de una noche de verano, la única obra de Shakespeare que Petipa usó durante su carrera. El papel principal de Titania, la reina de las hadas, fue interpretado por Maria Surovshchikova-Petipa (según los críticos, la bailarina bailaba "bastante despacio"), el propio coreógrafo actuó en el papel de su esposo Oberón. Esta pequeña fantasía coreográfica se convirtió en el último ballet que Petipa realizó para su esposa, en 1869 la pareja se divorció.
Diez años después, Petipa volvió a esta historia, poniendo en escena en 1876 El sueño de una noche de verano, un "ballet fantástico" en un acto con música de Felix Mendelssohn y Ludwig Minkus.